# Nina West
Nina West (nome de nascença: Andrew Levitt, é uma drag queen americana, ativista, atriz, cantora e compositora baseada em Columbus, Ohio. Ela ganhou destaque nacional após sua participação na décima primeira temporada de RuPaul's Drag Race, onde ficou em sexto e ganhou o título Miss Simpatia. Ela foi nomeada a Melhor Artista Local de 2019 pela Columbus Underground.

## Educação
Levitt foi criado em Greentown, Ohio. Ele se formou na Universidade Denison com um diploma em teatro. Ele planejava continuar na área de atuação até que ocorreram os ataques de 11 de setembro.

## Carreira

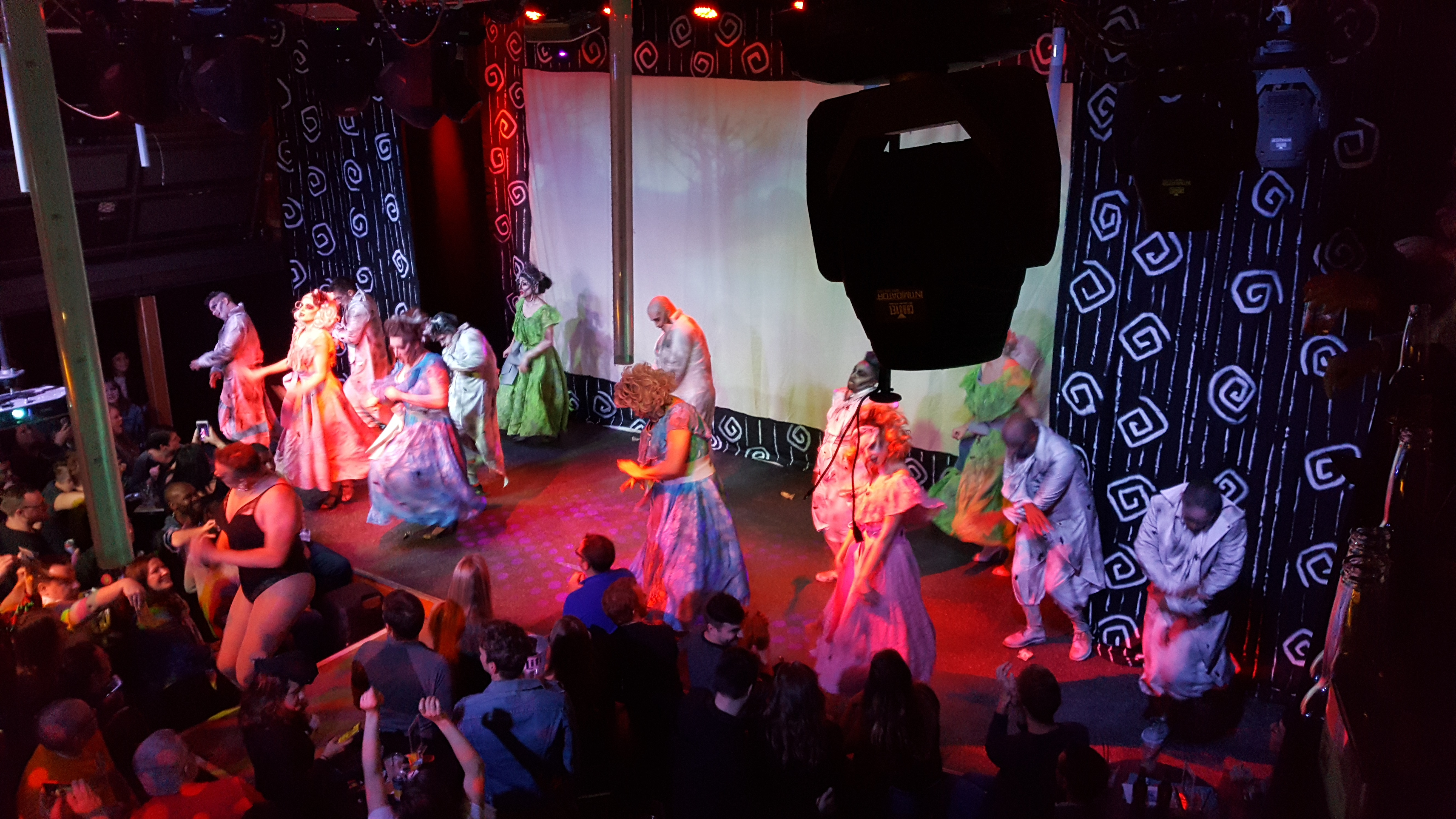
Nina West se apresentando em seu show anual de Halloween, Axis Nightclub, 2018

West começou a experimentar com drag em 2001. Sua mãe drag é Virginia West. Ela é anfitriã do show anual "Heels of Horror", no clube noturno Axis, e também foi anfitriã da competição "So You Think You Can Drag?" Em 2008, ela ganhou o prêmio Artista do Ano; seu conjunto inspirou a roupa da cantora Sia no Coachella Valley Music and Arts Festival de 2016. West foi incluída na lista da revista Columbus Business First "40 com menos de 40" em 2018. Levitt trabalha como estrategista de mídia social para o Axis Nightclub desde 2018 e faz marketing e mídia social para o Union Cafe desde 2013.
West competiu na décima primeira temporada de RuPaul's Drag Race. Ela já havia feito o teste para o programa nove vezes, mas não havia conseguido fazer parte da seleção final do elenco. Ela foi a vencedora do terceiro episódio por sua atuação no desafio "Diva Worship", e personificou Sarah Sanders no quarto episódio. No desafio "Snatch Game", ela se tornou a primeira drag da história do programa a se passar por alguém do "Match Game" original, com a representação de Jo Anne Worley. Ela então venceu o desafio "Dragracadabra" no episódio dez. Ela foi eliminada no episódio seguinte, perdendo a lip sync contra Silky Nutmeg Ganache. Ela foi coroada Miss Simpatia no final da série.
Após sua eliminação, várias celebridades e figuras públicas foram às mídias sociais para expressar seu apoio a Nina West, incluindo a congressista Alexandria Ocasio-Cortez e Scott Hoying. West informou que Rihanna havia lhe enviado uma mensagem privada após sua eliminação.
Uma rua em Columbus recebeu o nome drag de Levitt, chamada "The Nina West Way". Ela foi entrevistada junto de Adore Delano e Monét X Change para um episódio de The View em junho de 2019.
Ela estrelou em Coaster, um curta-metragem de animação dirigido e produzido por Amos Sussigan e Dan Lund.
Ela participou dos Prêmios Emmy do Primetime de 2019, onde se tornou a primeira pessoa a pisar no tapete roxo vestida de drag.
West foi anunciada como parte do elenco da primeira temporada de RuPaul's Celebrity Drag Rage, um spin-off no qual antigas participantes de Drag Race transformam celebridades em drag queens.
Desde sua participação em Drag Race, West estrelou em vários comerciais de marcas famosas, incluindo Pantene, Pepsi, e OraQuick, além de estar envolvida em campanhas para filmes como Trolls World Tour e Maleficient: Mistress of Evil.

### Música

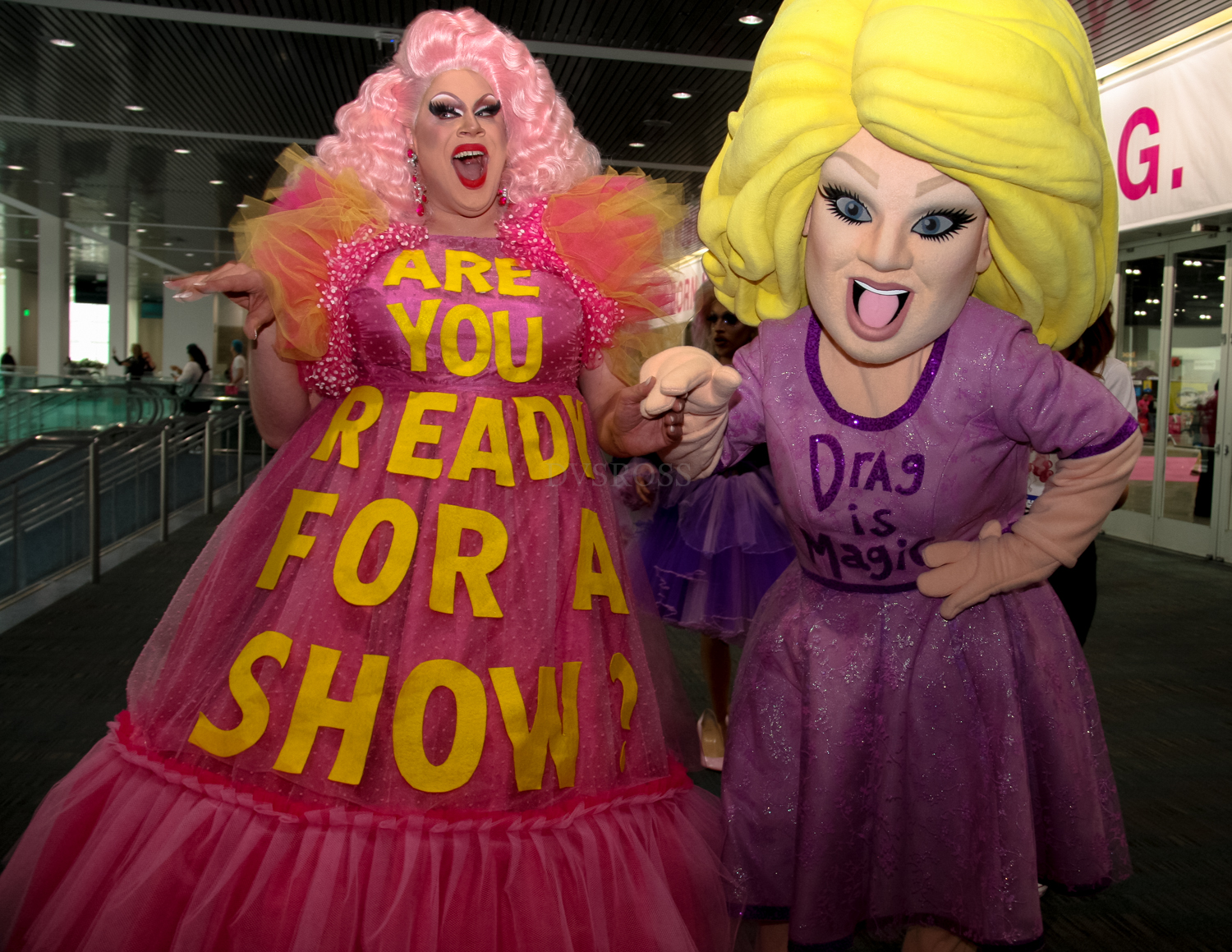
Nina West promovendo Drag Is Magic no RuPaul DragCon 2019, em Los Angeles

Após ser eliminada, West anunciou que lançaria um álbum de música infantil, Drag Is Magic, e um EP de comédia, John Goodman, até 17 de maio de 2019. Ela lançou um videoclipe para o seu primeiro single, "Hucks" em 10 de maio de 2019.

## Vida pessoal e filantropia
Levitt mora em Columbus, Ohio. Ele é gay, e um ativista e angariador de fundos em prol da comunidade LGBT. Seus focos incluem a importância de testes de HIV/AIDS e sexo seguro, igualdade no casamento e direitos trans. O Nina West Fund, estabelecido na Fundação Columbus c. 2015, é considerado o único "fundo apoiado por uma drag queen" nos Estados Unidos. O fundo captou mais de US$ 2 milhões, que foram direcionados para o apoio de instituições de caridade como a ACLU de Ohio (direitos fundamentais), Dress for Success Columbus (desenvolvimento de carreira para mulheres), Equitas Health (focada no tratamento de HIV/AIDS) e Kaleidoscope Youth Center (o maior centro juvenil LGBT em Ohio).
Em 2017, ele recebeu o Create Columbus Commission Visionary Award da Câmara Municipal de Columbus, e um prêmio de igualdade do capítulo da Human Rights Campaign de Columbus.

## Discografia

### EPs
| Título                  | Detalhes                                                                                                   | Melhores classificações | Melhores classificações |
| Título                  | Detalhes                                                                                                   | US Kids                 | US Comedy               |
| ----------------------- | --- | ----------------------- | ----------------------- |
| Drag Is Magic           | - Lançamento: 17 de maio de 2019 - Gravadora: Producer Entertainment Group - Formatos: Download digital    | 9                       | -                       |
| John Goodman            | - Lançamento: 17 de maio de 2019 - Gravadora: Producer Entertainment Group - Formatos: Download digital    | -                       | 2                       |
| The West Christmas Ever | - Lançamento: 8 de novembro de 2019 - Gravadora: Producer Entertainment Group - Formatos: Download digital | -                       | 5                       |

### Singles
| Ano                                      | Título | Álbum             |
| ---------------------------------------- | ------ | ----------------- |
| "Hucks"                                  | 2019   | John Goodman      |
| "Trate-se"                               | 2019   | Singles sem álbum |
| "Lisa Frankenstein" (com Bobby Moynihan) | 2019   | Singles sem álbum |

## Filmografia

### Filmes
| Ano  | Título      | Papel     | Notas          |
| ---- | ----------- | --------- | -------------- |
| 2019 | Coaster     | Nina      | Curta-metragem |
| 2019 | Ru's Angels | Ele mesmo | Curta-metragem |

### Televisão
| Ano  | Título                       | Papel     | Notas                   | Ref    |
| ---- | ---------------------------- | --------- | ----------------------- | ------ |
| 2019 | RuPaul's Drag Race           | Ele mesmo | Participante (6º lugar) | [ 15 ] |
| 2019 | RuPaul's Drag Race: Untucked | Ele mesmo | Participante (6º lugar) | [ 15 ] |
| 2019 | The View                     | Ele mesmo | Convidado               | [ 26 ] |
| 2020 | RuPaul's Celebrity Drag Race | Ele mesmo | Mentor                  | [ 29 ] |

### Vídeos de música
| Ano  | Título              | Artista          | Papel                       | Ref.   |
| ---- | ------------------- | ---------------- | --------------------------- | ------ |
| 2019 | "Pontuações"        | Kahanna Montrese | Treinador                   | [ 44 ] |
| 2019 | "Hucks"             | Ele mesmo        | Sarah Sanders, Donald Trump |        |
| 2019 | "Drag Is Magic      | Ele mesmo        |                             | [ 45 ] |
| 2019 | "Trate-se"          | Ele mesmo        |                             | [ 46 ] |
| 2019 | "Lisa Frankenstein" | Ele mesmo        |                             | [ 47 ] |

### Série da web
| Ano  | Título         | Papel     | Ref.   |
| ---- | -------------- | --------- | ------ |
| 2019 | Watcha Packin  | Ela mesma | [ 48 ] |
| 2019 | Queen to Queen | Ela mesma | [ 49 ] |